# Fritz Saladin (1950)
Fritz Saladin (né le 17 novembre 1950) est un coureur cycliste suisse. Spécialisé en cyclo-cross, il en a été champion du monde amateur en 1980.

## Palmarès
- 1978-1979
  - 3e du championnat de Suisse de cyclo-cross
  - 10e du championnat du monde de cyclo-cross amateurs
- 1979-1980
  -  Champion du monde de cyclo-cross amateurs
- 1981-1982
  - 3e du championnat de Suisse de cyclo-cross
  - 9e du championnat du monde de cyclo-cross amateurs
- 1982-1983
  - 3e du championnat de Suisse de cyclo-cross